# Empresas CMPC
Empresas CMPC S.A. (spansk: Compañía Manufacturera de Papeles y Cartones) er en chilensk skovindustrikoncern og producent af pulp- og papir.
CMPC er inddelt i fire divisioner: Skovbrug, pulp, papir og servietter.
Virksomheden blev etableret i 1920 ved en fusion mellem "Cartón del Maipo" og "Esperanza".